# Володар світла
«Володар світла» (англ. Lord of Light) ) або «Бог світла» — науково-фантастичний роман американського письменника Роджера Желязни, вперше опублікований 1967 року. Він був нагороджений премією Г'юго 1968 року за найкращий роман та був номінований на премію Неб'юла в тій самій категорії. Два розділи з роману були опубліковані як короткі оповідання в журналі Fantasy & Science Fiction в 1967 році.
Контекст роману – сучасні західні персонажі у світі, насиченому індуїстсько-буддистським духом — відображений в перших рядках книги:
Його послідовники називали його Махасематман та казали, що він — бог. Однак він відкидав Маха- та -атман, і називав себе Сем. Він ніколи не стверджував, що він - бог, але ніколи і не спростовував це.

## Структура
Желязни зазначав, що «Володар Світла був навмисно написаний так, що він може сприйматись як наукова фантастика чи фентезі».

«З одного боку, я спробував навести деякі пояснення химерного; з іншого боку, я використовував стиль, який асоціюється у мене з фентезі, у розгортанні історії. Я писав так спеціально, залишаючи навмисні двозначності, тому що я хотів, щоб роман лежав деякою мірою між обома таборами, а не в якомусь одному. Я зробив це тому, що я не бачив, щоб таким чином щось писалось у той час; тому що я хотів побачити, чи зможу це я зробити; і тому, що мені було цікаво, як така книга може бути сприйнята.»

## Стислий сюжет
Сюжет «Володаря Світла» розвивається на планеті, колонізованій залишками зниклої Урат, або Землі. Екіпаж і колоністи з корабля «Зірка Індії» опинилися на незнайомій планеті, в оточенні ворожих корінних рас і їм довелося створити місце для себе або загинути. Щоб збільшити свої шанси на виживання, екіпаж використав хімічні препарати, біологічний зворотний зв'язок і електроніку, щоб мутувати свій розум і створити покращені образи, або «аспекти», які «зміцнили їх органи та посилили їхню волю і поширили владу їх бажань на Атрибути, які обертались як магія на тих, проти кого вони були спрямовані.» Команда також розробила технології для передачі Атмана, або душі, людини в електронному вигляді на нове тіло. Ця реінкарнація завантаженням свідомості створила расу потенційних безсмертних і дозволила колишнім членам екіпажу запровадити індуїстську кастову систему, з собою на вершині.
Роман охоплює великі проміжки часу. Врешті решт, екіпаж використав свої тепер великі сили, щоб підкорити або знищити корінні не-людські раси (кого вони називають демонами), а себе виставити богами в очах багатьох поколінь потомства колоністів. Взявши на себе сили та імена індуїстських божеств, ці «боги» підтримують повагу та управління масами за допомогою тиску на доступ до перевтілення і, придушуючи будь-які технологічні досягнення, вищі за середньовічний рівень. Боги бояться, що будь-яке прозріння або розвиток може привести до технологічного відродження, які в кінцевому рахунку послабить їх владу.
Головний герой, Сем, який розвинув в собі здатність керувати електромагнітними силами, є членом екіпажу, який відкинув божественість, взявши на себе роль Сіддгартхи Ґаутами/Будди. Сем — останній «акселераціоніст»: він вважає, що технологія повинна бути доступна масам, і що реінкарнації не повинні контролюватись елітою. Сем запроваджує буддизм як інструмент культурного глушіння і прагне паралізувати силу богів цією «новою» релігією. Його ретельно спланований бунт проти богів відбувається в кілька етапів: «армія, гарна у космосі, може спиратись короткий проміжок часу. Один чоловік, малоздатний у космосі, повинен розтягнути свій спротив на багато років, щоб отримати шанс досягти успіху.»

### Оповіді
Книга побудована як декілька оповідей з життя Сема, які розташовані не в хронологічному порядку: (опис персонажів див.нижче)
1. У монастирі, бог смерті Яма — за допомогою мавпи Така (раніше — Так, Архівіст богів) та богині ночі Ратрі — збирає секретний радіопередавач, щоб витягти атман (душу) Сема з «Мосту Богів» (товстої іоносфери планети) та відновити її в тілі. Безтілесна сутність Сема була спроєктована богами в іоносферу після того, як Сема було захоплено у битві Кінсет; ця фактична страта була обрана тому, що коли боги в попередній раз стратили тіло Сема, він повернувся, вкравши нове тіло одного з менших богів. Коли Сем прокидається, він стверджує, що наляканий знову мати тіло, оскільки він весь час був свідомий свого безтілесного існування, яке відчував, як щасливу Нірвану; він хоче повернутись, щоб «слухати пісню зір, яку вони співають на берегах великого моря.» Врешті решт, після медитації та заглиблення у земні відчуття, він повністю повертається у світ. Невдовзі, змовники вимушені втекти після сутички з богом Марою, який з'являється, щоб дослідити порушення, викликані машинами Ями. Під час втечі, Сем згадує своє минуле….
2. Князь Сіддгартха, ставши старим, приїздить до міста Махартха, щоб отримати нове тіло. Він стикається зі змінами, які відбулися протягом його життя в маєтку. Перед отриманням тіла, він має пройти сканування мозку Майстрами Карми, за результатами якого буде визначено його прийнятність до реінкарнації. Тих, кого визнають неприйнятними, переселяють у тіла з вадами або у тіла тварин, напр. собак. Собаки потім шпигують на користь Майстрів. Сіддгартха входить у контакт з Яном Олвеггом, колишнім капітаном зорельоту «Зоря Індії», назвавшись Семом, та з отриманої інформації розуміє, що не може лишатись пасивним, а повинен виступити проти богів. Він нападає на Будинок Карми, краде тіла для себе, Олвегга та інших, та змушує колишнього Головного Майстра Карми реінкарнуватись в собаку; потім він щезає для втілення наступної фази свого плану.
3. З'являється Будда, який пропагує філософію відмови від насильства, яка підриває доктрину покори богам та боротьби за краще перевтілення. Натомість, він наголошує на прагненні досягти Нірвани та вивільнитись від ілюзії світу. Богиня Калі, зрозумівши, що це робота Сема, підсилає свого особистого ката Рілда вбити Сема, але коли Рілд захворює, його знаходять та виходжують послідовники Будди та сам Сем. Оскільки Рілд завдячує Сему життям, одужавши, він відмовляється від свого завдання. Він стає учнем Сема, а потім і перевершує його мудрість. Він приймає ім'я Сугата, натхненно проповідуючи те, що Сем пропагував лише з розрахунку скинути богів. Яма спускається з Небес, щоб вбити Сема, але Сугата/Рілд стикається з Ямою на дерев'яному мосту через ріку, знаючи, що він не може вбити бога смерті, але все одно б'ється з ним. Яма вбиває Рілда та знаходить Сема. Однак Сем обманює Яму та тікає, обіцяючи повернутись з «новою зброєю». Сем також попереджає Яму про махінації його коханої Калі, але цим лише робить з Ями свого особистого ворога.
4. Сем спускається в Пекельний колодязь, величезну шахту, в якій він полонив демонів століттями раніше. Він торгується з їх лідером Таракою за союзництво у боротьбі. Він звільняє Тараку, щоб той побачив світ назовні, але той його обманює і вселяється в тіло Сема, обіцяючи повернутись до угоди «пізніше». Контролюючи тіло Сема, Тарака скидає місцевого магараджу і захоплює його палац з гаремом. У міру того, як Сем збільшує свій контроль над власним тілом, він стає більш схожим на Тараку, насолоджуючись задоволеннями плоті. Однак і Тарака отримує певні аспекти Сема і більше не отримує насолоди від свого розкішного життя. Сем каже йому, що він отримав Прокляття Будди, які виявляється свідомістю та почуттям провини. Невдовзі бог вогню Агні прибуває, щоб вбити Сема, але знаходить два духи в одному тілі. Агні знищує палац, але Сем/Тарака тікає до Пекельного колодязя. Вони вирішують звільнити якомога більше демонів до прибуття богів. Однак навіть повна міць демонів не може вистояти перед богами: всього чотири бога — Яма, Калі, Шива та Агні, в змозі стримати демонів та схопити Сема. Покинутий Таракою, Сем схоплений та взятий на Небеса, де його стратою буде поданий приклад іншим богам, щоб вони не намагалися повторити його бунт.
5. На Небесах, Яма та Калі збираються одружитись. Так Яскравий Спис є Архівістом Небес, але перебуває під підозрою, оскільки його батьком був Сем декілька життів тому. Однак основним клопотом Така є звабити гарненьку напівбогиню Майю, Володарку Ілюзій. Сам Сем має часткову свободу пересування Небесами, навіть займається сексом з Калі, яка хотіла б повернути його як коханця. Він проповідує всім, хто хоче слухати, а боги це дозволяють в надії виявити тих, хто йому симпатизує. Але Сем знає про те, що його старі атрибути закриті в одному з музеїв Небес, і за допомогою Гельби, богині крадіїв, намагається втекти з використанням поясу, який підсилює його сили. Втеча провалюється, і Калі, розчарована собою та Семом, вмовляє Брахму наказати людське жертвоприношення (Гельбу та Сема) на честь її весілля. Сема відпускають і за ним починають полювати Білі Тигри Канібуррха, деякими з яких можуть бути реінкарновані боги, можливо сама Калі. Так намагається захистити Сема, вбиваючи тигрів, але подоланий Ганешею. За цю спробу Така висилають з Небес у тілі мавпи. Весілля продовжується, а Сем — мертвий.
6. Брахму вбивають; Вішну, Шива та Ганеша збираються, щоб обрати заміну. Вони вирішують, що єдиним кандидатом є Калі, але для того, щоб реінкарнуватись у Брахму (чоловіка), її шлюб з Ямою має припинитись. Яма враженим тим, як легко і холодно вона це сприймає. Далі вбивають Шиву. Яма занурюється у розслідування смертей. Його друг Кубера звинувачує напівбога Муругана у вбивствах та називає його Семом. Виявляється Сем став напіввдемоном і може вижити без тіла. Він випередив атман Муругана в момент, коли той збиравлся вселитися в нове тіло для весільного прийому. Кубера викрив цей обман, проглянувши записи хвиль мозку під час передачі. Замість того, щоб викрити Сема, Кубера пропонує допомогти йому втекти. Сем відмовляється, бо має намір вбити якомога більше богів. Оскільки друг Кібери — Яма, є очевидною наступною жертвою, Кубера перемагає Сема в ірландській грі (в якій два чоловіка по черзі ударяють один одного, доки хтось не зможе завдати наступного удару і готується втекти з ним на гігантському птаху Ґаруді. Вони залучають богиню ночі Ратрі допомогти зупинити Яму від втручання та беруть її з собою. Вони тікають до міста Кінсет, в якому відбувається технологічне відродження, а яке за це боги збираються знищити. Врешті решт, до них приєднується Яма, який відчуває себе зрадженим Калі та іншими богами. Зі зброєю Ями та різними союзниками, у тому числі армією зомбі Нірріті Чорної, вони вступають в шалену битву богів, людей і монстрів, в якій вбито тисячі людей, декілька напівбогів та богів. Їх перемагають, але до того вони наносять невиправну шкоду ієрархії Небес. Яма начебто вчиняє самогубство, але існує підозра, що він винайшов дистанційний апарат реінкарнації. Ратрі викидають з Небес у світ приреченою перероджуватись у некрасиві тіла. Кубера сховався у схованці, де заглиблений в анабіоз. Атман Сема, якого виявилось неможливо вбити, натомість проєктують у кільце іонів довкола планети, відоме як Міст Богів. Однак боги отримали піррову перемогу: найбільш могутні боги — Брахма, Шива, Агні та Яма, мертві або закляті вороги Небес; інші пішли на заслання, аби лише не битися з Семом. Брахма/Калі радіє, але Ганеша розуміє, що час Небес майже вийшов, і він має дивитись за собою.
7. В останній оповіді, Сем повернувся з Нірвани. Сем, Яма, Ратрі та Кубера планують свої наступні кроки проти Небес. До них приєднується бог-п'яниця Крішна, який у тверезому стані — великий воєн, та який бродив світом з моменту, коли пішов у заслання, абои не битися біля Кінсет. В цей час, Нірріті, християнин та колишній капітан первісного космічного корабля, зібрав на південному континенті велику силу. Він спустошує міста у спробі винищити індуїстську релігію, яку ненавидить. Він зібрав достатньо технологій, щоб кинути виклик будь-яким силам богів. Спочатку він виглядає природним союзником Сема та Ями, і вони доручають демону Тарака передати йому послання. Але Тарака, який хоче битися з Ямою, щоб довести, що він наймогутніша істота на планеті, обманює їх та каже, що Нірріті відмовився. Натомість вони об'єднуються з Брахмою для перемоги над Нірріті, якщо Брахма виконає їх вимоги. Цей союз перемагає Нірріті, але Брахма (колишня Калі) смертельно поранений і забраний з поля битви Ямою. Пізніше Кубера знаходить Яму з «дочкою», яку він зве «Мурга». Вона не сповна розуму і Яма визнає, що це через невдалу реінкарнацію. Кубера, який завжди готовий допомогти другу, використовує свої сили для стимуляції мозку Мурги. Сем забезпечує реінкарнацію Така і Ратрі у тіла молодих людей без недоліків. Потім Сем їх полишає і ніхто не знає куди; починають зростати міфи довкола його життя та зникнення.

## Персонажі
Роман має ряд основних і другорядних персонажів, кожен з передісторією, яка, в деяких випадках, є навмисно розпливчастою з метою активізації відчуття таємниці. У той час як багато персонажів носять імена індуїстських богів, мають схожий одяг і предмети, традиційні для зображень таких богів (наприклад, Калі має намисто з черепів), вони не повинні бути витлумачені читачем як індуїстські боги; вони є людьми, які маскуються під богів для того, щоб забезпечити собі владу. Для побожних індусів роман може видатися блюзнірством, але Желязни поважав індуїзм і явно добре розумівся на темі.
Боги живуть в Небесах, штучному плато в полярних регіонах, «де тільки могутні могли створити собі домівку». Небеса покриті гігантським куполом для оборони і управління погодою, і діляться на Небесне місто і ліс Канібуррха.

### Головні герої
- Сем є одним з початкових колоністів планети. Таким чином, він належить до групи, відомою як Перші, що все зменшується. Як сам каже, «всі інші мертві, або боги». Він сам був богом, зображуючи себе Калкіном. Завдяки його життю і подвигам, він відомий під багатьма іменами, такими як Майтрейя, Владика світу, Манджушрі Меча, Зв'язувач демонів і так далі. Його великим внеском у становлення богів було використання того, що він назвав електричне управління, або ментальний контроль електромагнетизму, щоб контролювати і знищувати або зв'язувати тубільців планети, які були істотами з чистої енергії, і були названі людьми демонами. У підсумку розчарований становленням богів, він повернувся до життя принца Сіддхартхи, поки, нарешті, не бунтує. При цьому він створює додаткові легенди, і отримує додаткові імена, в тому числі і Будда, Просвітлений, Татагатха, Махасаматман або Сем Великодушний і т. д. Після епізоду 'демонічної одержимості' одним з корінних жителів, він набуває здатності самостійного польоту, і його 'розум' може існувати поза його тілом, навіть якщо тіло вбивають.
- Яма, бог Смерті, починає як ворог Сема, але згодом стає його головним союзником. Він є колоністом третього покоління з незвичайною історією. Неповнолітній науковий геній, він був смертельно поранений в результаті випадкового вибуху, тому ого довелося швидко перевтілити в перше-ліпше тіло, яким опинився немолодий чоловік. Тому він був "старий, перш ніж він був молодий, " і не мав такий же світогляд, як людина, якій «відома перша любов у весняні дні.» Він «майстер зброї, майстер наук», який створив багато нових технологій, які  основою влади богів. Він також має владу погляду смерті, що дозволяє йому вбивати, дивлячись своїй жертві в очі. Запитаний Семом, як він може витримувати службу «купу п'яних змінювачів тіл» він наводить обгрунтування «високої мети». Однак він також закоханий в Калі, і в результаті повстає в результаті її зради. Ганеша оцінює його як «надто серйозного, надто сумлінного» і «емоційно нестійкого».
- Калі, богиня Руйнування, відома також як Дурга, дружина Калкіна, і Чанді Люта, ще однією з Перших. Протягом століть вона була компаньйоном-коханкою Сема, дружиною, товаришем по зброї, і, нарешті, ворогом. Вона сумує за тими днями, коли планета була ще дикою і нескореною. Сем попереджає Яму, який її любить, що вона любить тільки «тих, хто приносить їй дари хаосу». Як і Яма, вона має смертельну силу погляду, поряд з багатьма іншими силами, на які є лише натяк. Вона також носить з собою зброю, колесо з черепів, яке є якимсь ультразвуковим випромінювачем, що спричиняє до  розбрід і забуття, навіть у демонів.
- Так, Блискучий Спис, колишній напівбог, висланий в світ в тілі мавпи, як покарання за спробу допомогти Сему, поки він був у полоні. Він також син Сема, можливо навіть початкового тіла Сема, про що Сем може не знати. Так дуже філософський і практичний, раціоналізуючи, що коли люди мають багато тіл, біологічне батьківство стає безглуздим. Однак, він, здається, допомагає Сему саме через цей зв'язок між ними.
- Кубера є другом Ями і товаришем по групі богів, яку називають Локапалас. Скільки б він не перевтілювався, його тіло завжди набирає вагу. Він, однак, проникливо розумний і майстер-технолог, перевершуючи Яму в деяких областях. Він має незвичайну здатність вкладати в неживі предмети емоції та почуття, що він використовує для створення Павільйону мовчання на межі світу, будівлі в дальньому кінці Небес, в якій кімнати присвячені таким емоціям, як відчай, горе і страх. Це місце відпочинку для богів. Після століть неробства як Бога, зрештою він пориває з іншими і допомагає Сему.
- Ратрі, богиня Ночі, є другом Кубери і втягнута в конфлікт, хоча і не зовсім не по своїй волі. Вона теж відчуває відразу від ставлення до Сема на Небесах і йде в Кубери після того, як вона стає свідком останніх спазмів отруєного Брахми. У підсумку вона допомагає Кубері втекти з Небес з Семом. Її сила — навести ніч в будь-якій області, використовується в битві Кінсет. Після того бою, оскільки вважається, що її воля підпала під волю Сема, вона вигнана з Небес поневірятися по світу в тілах, які не можуть утримувати її силу або її красу. Незважаючи на це, вона іноді може викликати силу, щоб стати богинею, чиє «сяйво витісняє темряву». У плані характеру вона забезпечує емоційну противагу ненависті Ями ненависті і затятості Сема.

### Другорядні персонажі
- Ян Олвегг, також відомий як Олвагга, чи Янавег, чи Янагга, — ще один з Перших. Насправді він був капітаном корабля колоністів. Сем стикається з ним, коли ще обмірковує власний бунт. Олвегг ознайомлює Сема зі звеличенням богів за час, коли Сем віддалився від справ, і таким чином підштовхує Сем до його боротьби. Пізніше він потрапляє у полон та погоджується битись за Нірріті Чорного. Нірріті пригадує, що Олвегг колись був християнином, хоча і менш фанатичним за Нірріті у поширенні віри.
- Рільд, пізніше — Сугата, вводиться в оповідь як найманий вбивця та майстер меча, святий послідовник Калі. Вона направляє його вбити Сема, коли той відроджує буддизм, зображуючи Будду, але натомість навертається у буддизм та досягає справжнього просвітлення. це має спільні риси з історією Ангулімали.
- Тримурті, що складається з Брахми, Вішну та Шиви, править Небесами. Однак Брахма — слабкий духом, переважно занепокоєний своїм мужнім виглядом, оскільки початково був жінкою на ім'я Мадлен. Шива — «старий вояка», чия основна сила заключена у тризубі, створеному Ямою, що може вбивати або дезинтегрувати. Також Шива використовує «Громову колісницю» (реактивний літак). Вішну, Зберігач, був архітектором Небес, але він є пасивним богом, який піддається махінаціям Брахми, що в свою чергу виникають під впливом Калі чи Ґанеші.
- Ґанеша — маніпулятор, самопроголошений «сірий кардинал». Він штовхає інших богів до консолідації їх сили; він навіть переконує богів дозволити Сему проповідувати у полоні на Небесах, з метою виявити прихильників Сема. Коли сила богів слабшає, він намагається утримати свої позиції, зраджуючи їх Нірріті. Коли Нірріту питають, чи він вірить Ґанеші, він відповідає: «Так, але потім я сплачу йому його срібники», прямий натяк на Юду Іскаріота (Нірріті є християнином). Ґанеша помирає в останній битві.
- Аґні, бог Вогню, — грізний персонаж, озброєний палицею, яка випускає універсальний вогонь, який знищує все, чого торкається. Він був другом Ями, поки той не приєднався до Сема. Саму палицю можна тримати лише вдягнувши спеціальний одяг та рукавичку, які ймовірно захищають того, хто тримає. Він також має окуляри, які дозволяють йому бачити в інфрачервоному та ультрафіолетовому випроміненні та на дуже далекі відстані. Оригінальний Аґні замінює Шиву, коли того вбиває Сем, а замість себе ставить «менших» Аґні, які вмирають один за одним.
- Тарака, володар Ракшасів, — демон, енергетичне створіння. Як і решта його виду, був зв'язаний Семом колись давно, але звільнений ним як частина домовленості спрямувати демонів на битву з богами. Тарака обманює Сема та захоплює його тіло (деякий час вони співіснують в одному тілі). Але а результаті «вогонь» Сема стає сильнішим, і він виживає при страті, а Тарака лише отримує від Сема почуття провини. Смертельний погляд Ями вбиває Тараку у фінальній битві, хоча Сем не радив його битися з Ямою.
- Нірруті Чорний початково звався Ренфрю і був капеланом зоряного кораблі колоністів. Вірний християн, він відсуває огиду від поширення на планеті індуїзму та врешті-решт починає хрестовий похід з армією зомбі щодо завоювання та навернення планети у християнство. (Він зображений як одинокий мегаломаніяк у протистоянні пантеону богів) Цей персонаж є глибоко іронічним: християнин, який стає відомим як «Темний Володар», лідер армії «позбавлених душі», які не мають власної волі, але стають на коліна разом з ним у молитві за його наказом. Остання іронія — його смерть на руках фальшивого Будди, Сема, в якого він просить і отримує благословення перед смертю.
- Мара, Володар Ілюзії, може проєктувати ілюзії на великі відстані, що боги використовують для розваг та війни. Він єдиний з богів, хто зміг вистояти проти повних сил Сема та Ями у битві Кінсет, оскільки може хибно направити більшість її атак. Також він руйнує спробу Сема втекти з Небес, сховавши від нього вихід з купола. Однак сам його персонаж мало присутній у книзі, переважно його дії. У першій оповіді він з'являється у личині, але викритий, не може ефективно використовувати свою силу ілюзії на близькій відстані від Ями і той його вбиває.
- Крішну показано дуже коротко та як два різні персонажі. Він характеризується як володар музики та танку, та управляє силою «божественної сп'янілості». Він має величезну харизму. Крішна є переважно аполітичним розпуском, але одночасно є смертельним борцем, який «зламав чорного демона Бану» у початкових битвах між колоністами та корінними жителями планети, тобто він був одним із Перших. Врешті решт, відчуваючи огиду від практик богів, він приєднується до зусиль Сема по їх скиданню. Також згадується «фальшивий Крішна», який був призначений, коли оригінальний втік з Небес.

## Спроба екранізації
У 1979 році було оголошено, що «Володар світу» буде знятий у фільмі кошторисом 50 мільйонів доларів. Планувалося, що декорації для фільму будуть постійними і стануть ядром науково-фантастичного тематичного парку, що буде побудований в місті Орора (Колорадо), США. Знаменитий художник коміксів Джек Кірбі навіть підписав контракт на створення мистецьких образів для сценографії. Однак через юридичні проблеми проєкт не був завершений.
Частини нереалізованого кінопроєкту — сценарій і сценографія Кірбі — згодом були придбані ЦРУ як прикриття для «канадської хитрості»: евакуації шести американських дипломатичних співробітників, які опинилися в іранській кризі з заручниками (в Тегерані, але за межами території посольства). Рятувальна команда вдавала, що вона розглядає місця в Ірані для зйомок голлівудського фільму з сценарієм, який вони перейменували в «Арго». Історія порятунку була пізніше зображена у фільмі 2012 року «Арго».

## Переклади українською
- Желязни, Роджер (1994). Бог Світла. Переклад з англ.: Лариса Маєвська. Київ: Журнал «Всесвіт» №3, 4 (1994). сс. 3-95 (№3) cc. 62-136 (№4). {{cite book}}: |сторінка= має зайвий текст (довідка)
- Желязни, Роджер (2019). Володар Світла. Переклад з англ.: Денис Дьомін. Харків: КСД. 320 стор. ISBN 978-617-12-4524-2.